# Barania dolinka
Barania dolinka ( polsky Barani Bańdzioch je horní úval Čierné doliny pod severní stěnou Baranich rohů ve výši 2100 - 2200 m n. m., mezi hlavním hřebenem Vysokých Tater od Kolového štítu po Nižnu Baraniu strážnicu a Baraní hreben. 

## Název
Pravděpodobně pochází od pastýřů, kteří v nižších polohách Černé doliny pásli ovce. Byly to především obyvatelé polského Jurgova. Ale dolince mohli dát jméno i pytláci, kteří zde lovili kamzíky. Podle pohlaví je dělili na kozy a na kozly, ale i na berany. 

## Turistika
Dolinka není pro turisty přístupná. Nevede přes ni žádný turistický chodník. S horským vůdcem může návštěvník přes údolíčko vystupovat na zajímavé horolezecké túry například na Baranie rohy nebo Čierny štít a Kolový štít, které ji lemují od jihovýchodu a východu.